# Uvaysi (cràter)
Uvaysi és un cràter d'impacte al planeta Venus de 38,9 km de diàmetre. Porta el nom d'Uvaysi (c 1780-c 1850), una poetessa uzbek. Aquest nom va ser aprovat per la Unió Astronòmica Internacional el 1994.